# ドクターカー (テレビドラマ)
『ドクターカー』は、2016年4月7日から6月30日まで読売テレビ制作・日本テレビ系「木曜ドラマ」枠で放送されたテレビドラマである。

## あらすじ
「ドクターカー」とは、通常の救急車とは違い医師を乗せて患者がいる現場に向かう救急医療の特殊車両のこと。ドクターカーに添乗する新人医師でシングルマザーの若い女性と、ドクターカーを廃止に追い込もうと目論む病院理事長の息子との葛藤と奮闘を描いたヒューマンストーリー。

## キャスト

### 主要人物
天童 一花
演 - 剛力彩芽
本作の主人公。朝城総合病院ドクターカーに乗務する医師。一太郎の母で、美奈子の娘。
朝城 勇介
演 - 中村俊介（幼少期：込江海翔）
朝城総合病院医師。救命救急センター長兼ドクターカー責任者で、涼子の息子。病院の利益にならないドクターカーを廃止にしようと目論み、一花と対立する。
安住 紗那
演 - 笛木優子
朝城総合病院医師。
田所 行雄
演 - 木下ほうか
朝城総合病院院長。
永峰 公乃
演 - 内藤理沙
朝城総合病院の看護師。
天童 美奈子
演 - 東ちづる
一花の母。
天童  一太郎
演 - 横山歩
一花の息子。
朝城 涼子
演 - かたせ梨乃
朝城総合病院理事長。勇介の母。一花をドクターカーに乗せる。

### 朝城総合病院
草野 弥生
演 - 久保田磨希
ドクターカーの麻酔科医。
岡村 克矢
演 - 伊東孝明
ドクターカーのベテラン看護師。
権藤 隼人
演 - 遠藤雄弥
ドクターカーの専属ドライバー。元救急隊。

### ゲスト

#### 第2話
倉田 隆太
演 - 森岡豊
倉田 佐和子
演 - 霧島れいか
倉田 健太
演 - 小林颯
倉田 桃果
演 - 横山芽生

#### 第3話
神蔵 義則
演 - 小宮孝泰
一ノ瀬 正夫
演 - 朝倉伸二
権藤の友人
演 - 原慎一
田宮 幸秀
演 - 久保晶
田宮 夫人
演 - 木村翠

#### 第4話
佐藤 レイナ
演 - 水沢エレナ
佐藤 祐希
演 - 盛永晶月
保育園の先生
演 - 飯沼千恵子
パチンコ店の店長
演 - 野村たかし
記者
演 - 中野剛、岩田知幸、鈴木麻里

#### 第5話
小峰 康隆
演 - 徳井優
赤松
演 - 金田彩奈
市村 真
演 - 山崎潤
市村 節子
演 - 長谷川真弓
市村 唯
演 - 内田愛

#### 第6話
柏原 瑠依
演 - 武田梨奈
黒岩 太一
演 - 成田瑛基
黒岩 さと子
演 - 外海多伽子
暴力団
演 - クラ、土師正貴、イ・テガン

#### 第7話
石本 正樹
演 - 平山祐介
甲斐 敏明
演 - 佐藤旭
食堂の店長
演 - 中野マサアキ
弁当店の店長
演 - 高崎佳代
意識障害の男性
演 - 若尾義昭
朝城の故人
演 - 芦沢孝子
海辺の遊客
演 - 石倉良信、栗原健吾

#### 第8話
悠木 禎一
演 - 綾田俊樹
悠木 茉莉恵
演 - 野村麻純
住職
演 - 木下貴夫
漁師
演 - 鈴木隆仁

#### 第9話
徳本 健介
演 - 宮川一朗太
池田 晋
演 - 岩田和浩
森山 亮太
演 - 高杉瑞穂
柴田 海斗
演 - 大山蓮斗（幼少期） → 中野魁星
海斗のママ
演 - 今野ゆか
養護施設の少女
演 - 白鳥羽純
養護施設の子供
演 - 神納愛子
青年
演 - 千葉一磨
まなのママ
演 - 安亜希子
まな
演 - 安生悠璃菜

#### 第10話
板倉 智之
演 - おかやまはじめ
板倉 美智子
演 - 宮田早苗
板倉 智彦
演 - 山崎雄大（幼少期） → 佐野勇斗

#### 第11話
矢崎 直道
演 - 細田善彦
岩重 敏晴
演 - 寺田農
岩重 康孝
演 - 辻本祐樹
藤井 杏奈
演 - 尾中琴美

#### 最終話
谷田 仁
演 - 藤井仁人
女子高生
演 - 泉川実穂

## スタッフ
- 脚本 - 深沢正樹、関えり香、武井彩
- 監督 - 橋本一、村松弘之
- 音楽 - 吉川清之、奈良悠樹
- 主題歌 - SKY-HI「Front Line」（avex trax）
- 撮影 - 高田陽幸
- 照明 - 富川英信
- 編集 - 神崎亜耶
- 美術 - 山崎輝
- 衣装 - 大平みゆき
- 医療監修 - 中谷宣章
- 医事指導 - 堀エリカ
- CG - 岡野正広
- スタント - 佐々木修平
- 技術協力 - ビデオフォーカス
- 美術協力 - 山崎美術
- 番組宣伝 - 竹村麻美、嶋岡良介（ytv）
- ホームページ - 金澤みゆき（ytv）
- 企画 - 古賀誠一
- チーフプロデューサー - 中村泰規（ytv）
- プロデューサー - 西川義嗣（ytv）、山田大作（オスカープロ）
- 制作協力 - オスカープロモーション
- 制作著作 - 読売テレビ

## 放送日程
| 各話   | 放送日  | サブタイトル                                                    | 脚本            | 監督     |
| ------ | ------- | --------------------------------------------------------------- | --------------- | -------- |
| 第1話  | 4月07日 | 動く病院が奇跡の救命剛力が初の医者&ママ猛烈イジメられまくる     | 深沢正樹        | 橋本一   |
| 第2話  | 4月21日 | 豪雨の山で5歳妹と父瀕死…諦められるか! 動く病院が奇跡を呼ぶ      | 深沢正樹        | 橋本一   |
| 第3話  | 4月28日 | 横暴な市会議員と対決 虐げられる部下を救え                       | 深沢正樹        | 村松弘之 |
| 第4話  | 5月06日 | 子供か仕事か…どっちが大事!? シングルマザーに迫る緊急事態とは?   | 関えり香        | 村松弘之 |
| 第5話  | 5月12日 | 有名教授vs天童一花 拍動の謎は解けるのか!? 子供に夢託す父を救え  | 武井彩          | 橋本一   |
| 第6話  | 5月19日 | 銃で脅され極秘の出動! 愛する子の嘘と罪と涙…チーム終焉の危機か!? | 深沢正樹        | 橋本一   |
| 第7話  | 5月26日 | 二人の命…究極の選択!                                            | 関えり香        | 橋本一   |
| 第8話  | 6月02日 | 親子の絆を取り戻し、治療を拒む絶体絶命の患者を救え!!            | 武井彩 深沢正樹 | 本田隆一 |
| 第9話  | 6月09日 | 美しき先輩女医の謎                                              | 関えり香        | 村松弘之 |
| 第10話 | 6月16日 | 最愛の人と衝撃の再会                                            | 深沢正樹        | 船谷純矢 |
| 第11話 | 6月23日 | 元恋人と捨て身の救命                                            | 深沢正樹        | 村松弘之 |
| 最終話 | 6月30日 | バスジャック事件発生…最後の出動                                 | 深沢正樹        | 村松弘之 |